# Henriette Davidis
Johanna Friederika Henriette Katharina Davidis (née le 1er mars 1801 à Wengern ; morte le 3 avril 1876 à Dortmund) est considérée comme l'auteur de livres de cuisine allemande le plus connu.

## Apport
Si de nombreux livres de cuisine similaires existaient déjà à l'époque, notamment Allgemeine deutsche Kochbuch für bürgerliche Haushaltungen de Sophie Wilhelmine Scheibler dans plusieurs éditions, le Praktisches Kochbuch (Livre de cuisine pratique) de Henriette Davidis est devenu le livre de référence à la fin du XIXe siècle et au début du XXe siècle, une véritable référence dans de nombreux ménages allemands. Les nombreuses copies d'occasion encore disponibles aujourd'hui montrent que les livres ont été énormément utilisés et annotés. De nombreuses familles continuent de se transmettre le Praktisches Kochbuch de génération en génération.
Cependant, le livre de cuisine n'est en réalité qu'une partie d'un programme éducatif complet conçu par Henriette Davidis pour les jeunes filles et les femmes. De l'ouvrage Puppenköchin (poupée cuisinière) pour les jeunes femmes célibataires aux ménagères responsables de leur propre foyer et du personnel de maison, les livres d'Henriette Davidis se présentaient comme des manuels et des livres de référence, offrant avis et conseils. H. Davidis était convaincue qu'être une femme au foyer est une activité exigeante en soit, une tâche pour laquelle les jeunes femmes de la classe moyenne émergente de l'époque étaient souvent mal préparées.
Henriette Davidis était, parallèlement à l'écriture de ses livres, professeur d'économie domestique, préceptrice et gouvernante. Elle n'a travaillé que plus tard comme auteur. Bien que ses livres - en particulier Praktisches Kochbuch, qui à sa mort avait déjà été réédité 20 fois - aient eu beaucoup de succès de son vivant, elle ne pouvait mener qu'une vie modeste et n'a pu emménager dans son propre appartement qu'à 74 ans. De temps en temps, l'on attribue le pseudonyme « Henriette Davidis » à Helena Clemen, mais cette dernière était en réalité une lectrice. Helena envoyait des suggestions à l'auteur, qui les utilisait ensuite.
Aujourd'hui, le Musée Henriette Davidis à Wetter-Wengern met l'auteur à l'honneur avec des expositions sur des livres de cuisine et une série de publications. Le Musée du livre de recettes allemand de Westfalenpark à Dortmund lui consacre également une grande partie de sa collection. Des pièces d'une cuisinière en pierre, originaire du presbytère de Wengern, ont été emmurées avec une plaque commémorative dans la culée du pont ferroviaire datant de 1934 de la ligne de chemin de fer Witten–Schwelm, où elles peuvent encore être vues aujourd'hui. Le presbytère avait été contraint de céder la place à la construction du pont.

## Biographie

### Jeunesse et éducation

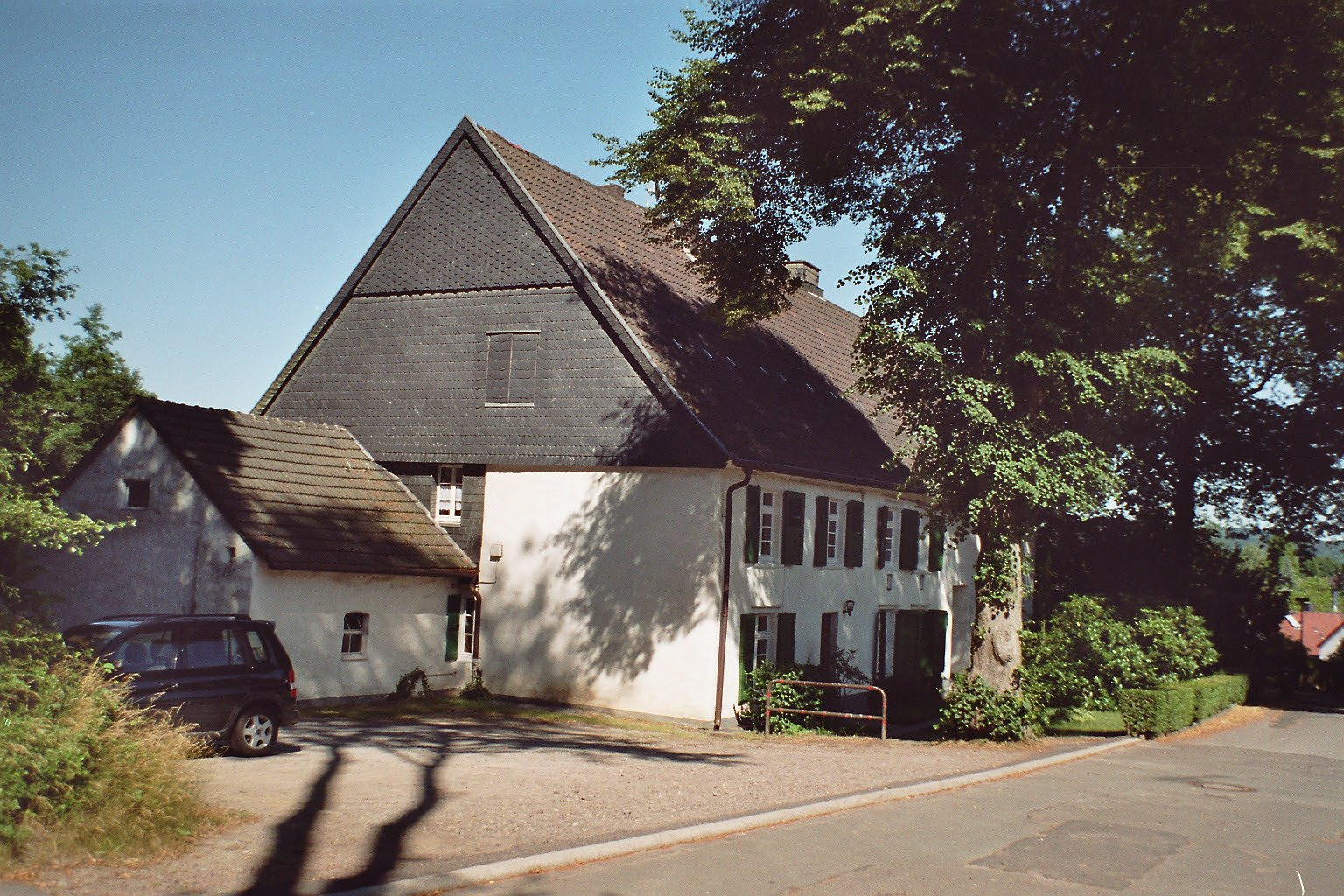
Maison natale d'Henriette Davidis à Wengern

Henriette Davidis est née le 1er mars 1801 à Wengern, dans la Westphalie occidentale, sur le Ruhr, aujourd'hui un quartier de Wetter. Henriette est la dixième des treize enfants du pasteur Ernst Heinrich Davidis et de son épouse néerlandaise Maria Katharina Litthauer. Ernst Heinrich Davidis, ordonné en 1780 à Amsterdam, a travaillé pendant neuf ans dans la ville néerlandaise de Breda en tant que pasteur de la garnison, puis est devenu pasteur adjoint à Wengern. En 1792, il a repris le pastorat.

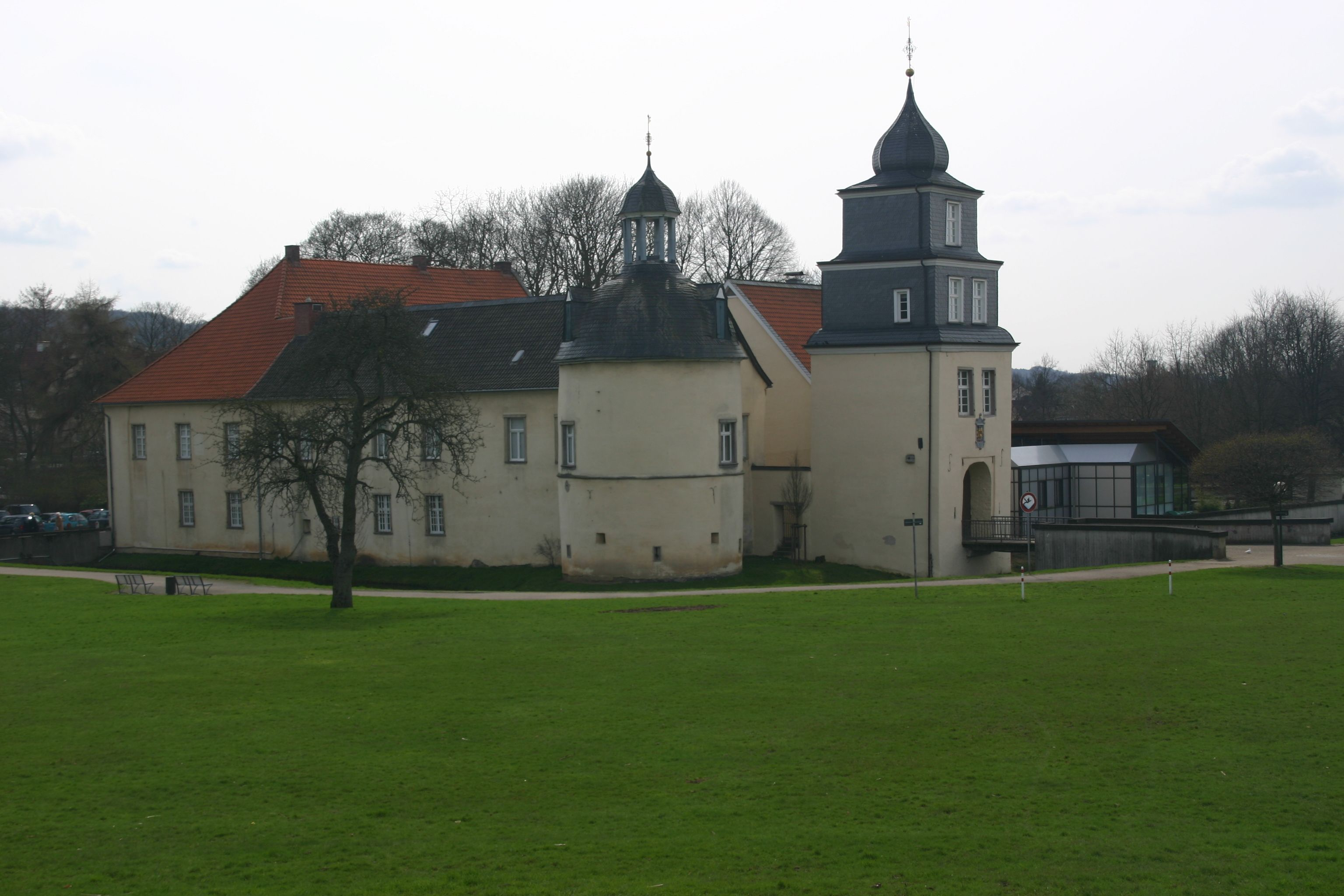
à Schwelm. Henriette y a vécu de 1816 à 1818 avec sa sœur Elisabeth.

En 1816, après sa confirmation, Henriette quitte la maison de ses parents et emménage chez sa sœur aînée Elisabeth à Schwelm, mariée au propriétaire du domaine Martfeld. À Schwelm, Henriette Davidis fréquente l'école supérieure pour jeunes filles pendant deux ans. Elle revient en 1818 à la demeure familiale. Là aussi, elle étudie dans une école supérieure privée pour jeunes filles. Plus tard, elle déménage à Bommern chez sa sœur Albertine, pour aider à la gestion du domaine et à l'éducation des quatre enfants. À la mort de son père en 1828, elle retourne à Wengern et prend soin de sa mère, jusqu'à la mort de cette dernière en 1838. Elle s'occupe par la suite d'une dame malade en Suisse, avant de s'installer vers 1840 à Windheim.

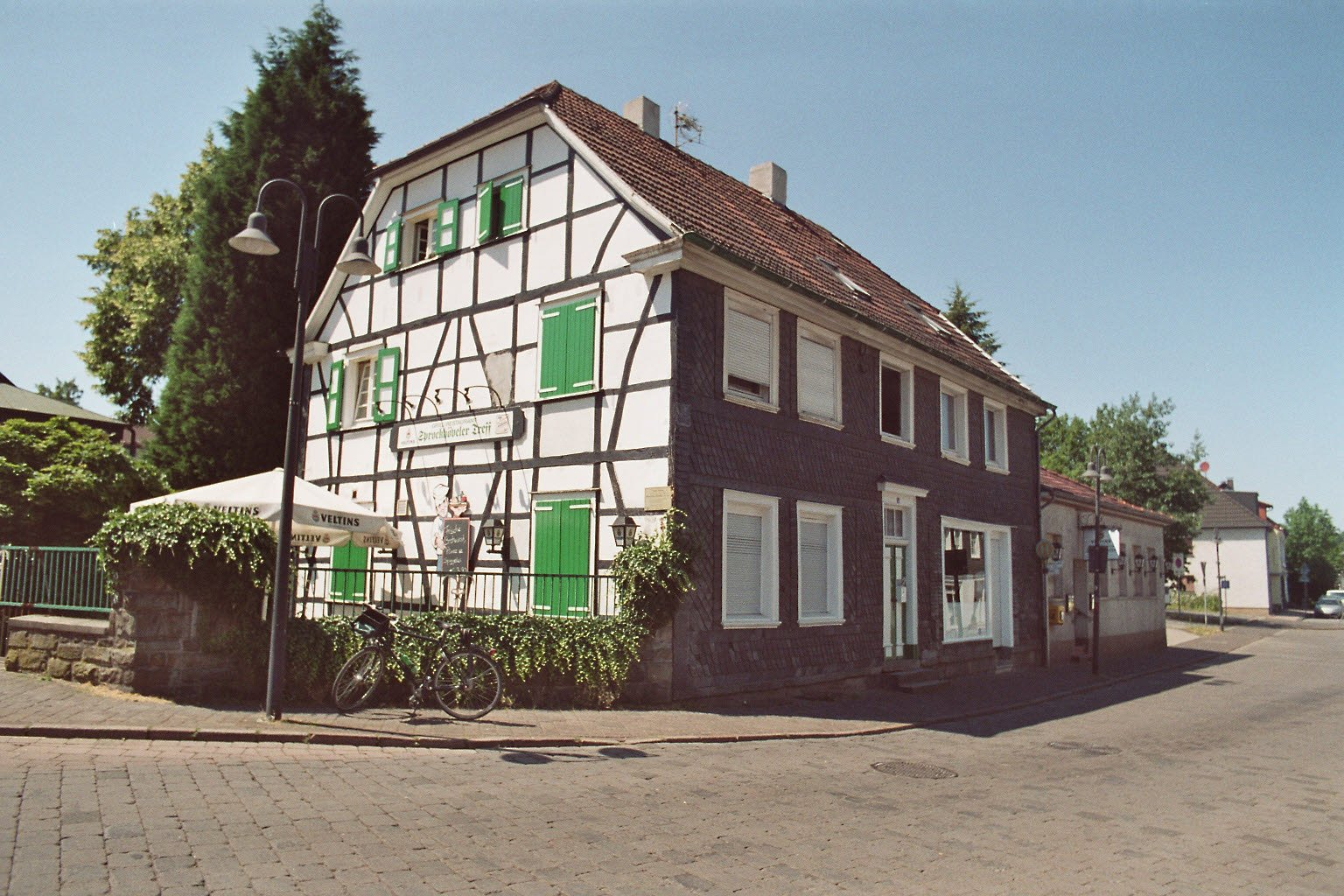
Maison Heine : Henriette Davidis y a travaillé pendant son séjour à Sprockhövel (1841-1848). Praktisches Kochbuch y a également été publié.

De 1841 à 1848, Henriette Davidis travaille dans la maison Heine comme préceptrice dans une école de « travaux pour filles » à Sprockhövel. Pendant ce temps, le Praktisches Kochbuch est publié en 1845. Suivent en 1847 Zuverlässige und selbstgeprüfte Recepte der gewöhnlichen und feineren Küche (Recettes fiables et testées pour la cuisine ordinaire et raffinée) et en 1848, Arrangements zu kleinen und größeren Gesellschaften (Arrangements pour les petites et grandes entreprises) et Praktische Anweisung zur Bereitung des Roßfleisches (Guide pratique pour la préparation de la charcuterie), qui sera plus tard publié avec le Praktisches Kochbuch. Pour le Praktisches Kochbuch, Henriette Davidis a effectué des recherches approfondies et a rassemblé des recettes sur une longue période.

### Travail en tant que professeur et auteur
Après son séjour à Sprockhövel, Henriette Davidis travaille à Brême en tant préceptrice et gouvernante. En 1855, elle retourne chez sa sœur Albertine, à Bommern, où elle reste jusqu'à 1857. Pendant cette période, probablement encouragée par le succès de son livre de cuisine, elle a dû décider de publier, à côté d'un livre de cuisine pure, un ouvrage plus global sur l'économie domestique et des écrits éducatifs pour jeunes filles et femmes. Der Gemüsegarten (Le potager) est publié en 1850. Il s'agit de la première partie d'un ouvrage qu'elle prévoit d'écrire, Vollständiges Haushaltsbuch (Guide exhaustif sur le budget domestique). La même année, elle écrit également un livre inédit sur les soins médicaux, suivie en 1856 par Puppenköchin Anna (La petite poupée cuisinière Anna), en 1857 par Die Jungfrau (La Vierge) et en 1858 par Puppenmutter Anna (Anna, la mère des poupées). Cependant, le projet d'écrire un ouvrage en plusieurs volumes sur le budget domestique ne s'est jamais concrétisé. Après la publication d'un recueil de poèmes et de nouvelles, Die Hausfrau, Praktische Anleitung zur selbständigen und sparsamen Führung des Haushaltes (La Femme au foyer, le guide pratique de la gestion autonome et économique du foyer) sort en 1861 et conclut ainsi le programme éducatif conçu pour les futures maîtresses de maison.
En mai 1857, elle déménage à Dortmund, où elle vit jusqu'à sa mort, tout d'abord en sous-location puis dans son propre appartement. Vers la fin de sa vie, elle peut vivre de ses publications. En plus de travailler sur Jungfrau et Hausfrau, elle révise ses œuvres antérieures, qui se sont déjà bien vendues, afin de les rééditer. À partir des années 1860, Henriette Davidis, déjà considérée à l'époque comme une figure d'autorité reconnue en matière d'entretien du foyer, écrit régulièrement pour des magazines comme Daheim, un magazine similaire à Die Gartenlaube, un hebdomadaire allemand familial illustré, destiné à un public bourgeois, et publié de 1865 à 1944. Pendant ce temps, Henriette a également publié deux autres ouvrages plus courts : Diätetik für Hausfrauen. Die Gesundheits- und Krankenpflege im Hause… (La diététique pour les femmes au foyer. Soins médicaux et de santé à la maison...) et Kraftküche von Liebig's Fleischextract für höhere und unbemittelte Verhältnisse (La cuisine de l'extrait de viande Liebig pour des proportions plus généreuses). Ce dernier a été rédigé pour une brochure publicitaire de Liebig, qui combine intelligemment la présentation des avantages de l'extrait de viande Liebig avec le « sceau d'approbation » d'Henriette Davidis, la nouvelle experte en la matière.

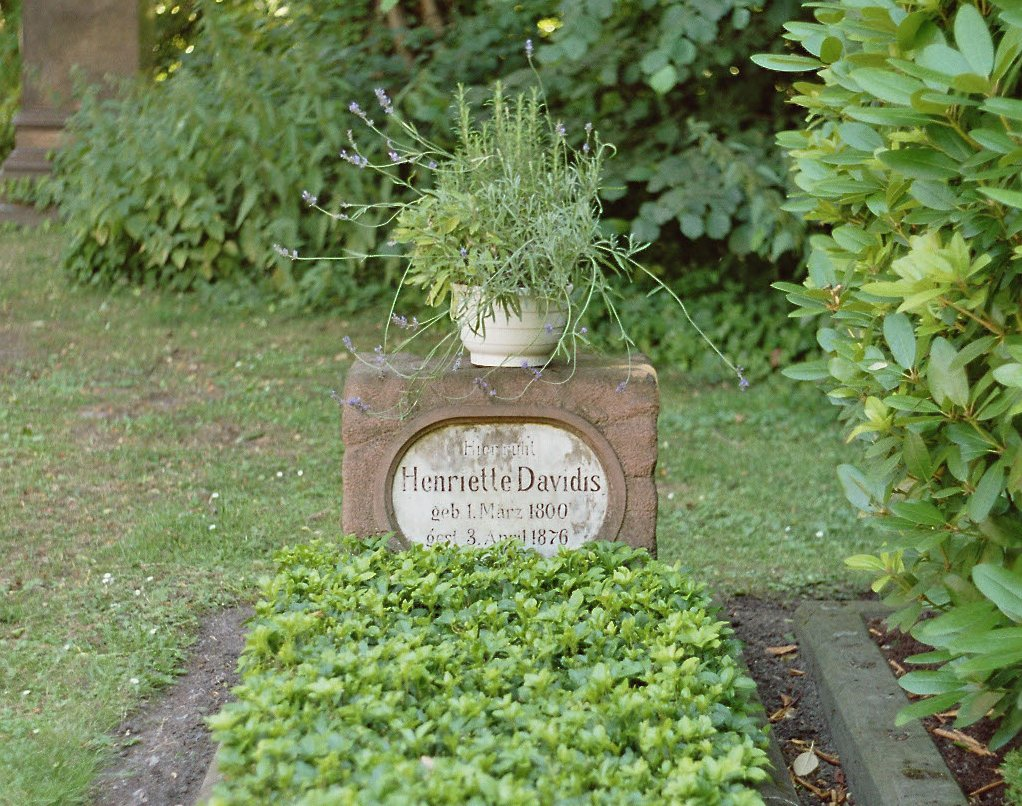
Tombe dans le parc Ostenfriedhof Dortmund

Henriette Davidis ne s'est jamais mariée (deux fiancés décédés, tous deux avant d'avoir pu se marier) et n'a jamais elle-même vécu la vie de femme au foyer dévouée qu'elle promeut dans ses livres. Son statut de femme qui travaille et auteur à succès la plaçait en contradiction avec ses œuvres. Toutefois, les raisons sur ce point sont difficilement déterminables aujourd'hui, en partie parce que le manuscrit de l'auteur rédigé durant l'été 1874, Erinnerungen aus meinem Leben und Wirken (Mémoires de ma vie et de mon travail) n'a jamais été publié et a été perdu. Henriette Davidis est morte le 3 avril 1876 à Dortmund. Sa tombe se trouve dans le parc Ostenfriedhof Dortmund.

### Différends avec les éditeurs
Henriette Davidis, en tant que femme et auteur du Pratisches Kochbuch, n'est initialement pas dans une position de négociation forte face à l'éditeur Velhagen & Klasing, avec qui elle publie son premier ouvrage. Comme la plupart des auteurs, son but premier devait probablement être de faire publier son livre avant tout. Il est probable qu'elle n'ait pas été éduquée dans son enfance sur le concept du droit d'auteur, et qu'elle n'ait pas non plus été prise au sérieux en tant que partie contractante par les éditeurs. En effet, ceux-ci s'approprient le livre de cuisine pour un montant de 450 thalers et le publient sans lui accorder d'autres droits sur le texte. Plus tard, elle a reproché aux éditeurs : « Entièrement ignorante en la matière, le contrat passé avec eux était le seul envisageable ». Même après le succès du livre, elle n'est pas impliquée et touche pour les rééditions des ouvrages des droits d'auteur peu élevés (50 thalers pour la 2e édition, plus tard, 100 thalers, et, à partir de la 5e édition, 200 thalers). Cependant, en 1856, Henriette Davidis est déjà plus expérimentée en la matière puisqu'elle publie Puppenkochbuch chez Grote à Dortmund, les droits reversés par Velhagen & Klasing étant trop faibles.
En 1867, lors de la publication de la 12e édition du Praktisches Kochbuch, pour laquelle elle ne doit recevoir à nouveau que 200 thalers, un différend se déclare avec la maison d'édition : « Loyer, l'impôt, vie frugale, vêtements et d'autres dépenses ; je ne peux jamais rien mettre de côté […] pendant que vous, messieurs, récoltiez les fruits de mon dur labeur ». L'éditeur répond finalement à la plainte avec une augmentation des droits perçus à 300 thalers. Ceci est suivi par d'autres révisions, des additions et des différends sur le contenu et la présentation du livre, jusqu'à ce qu'Henriette Davidis, en juillet 1875, publie finalement avec les éditeurs la 20e édition pour 1000 thalers supplémentaires.

### Influence
Les livres d'Henriette Davidis appartiennent à la littérature féminine. Cette dernière a dominé une grande partie du marché du livre de la deuxième moitié du XIXe siècle, proposant aussi bien des livres de bienséance et des guides que des anthologies de poésie lyrique, des recueils de citations et des bibliothèques entières de classiques spécialement destinées aux femmes. Ces livres expliquant comment tenir une maison et ces bréviaires féminins, souvent rédigés par des femmes pour des femmes, ont pour effet de « préserver les normes et les structures sociales, en plus de remplir leur fonction originelle : guider et réconforter ». Même si sa vie de femme active peut paraître plutôt insolite et qu'elle sait parfaitement s'imposer, comme le prouve sa correspondance avec ses éditeurs, Henriette Davidis évolue avec ses livres dans un milieu régi par des conventions sociales et des normes bourgeoises. Ses lectrices non plus n'ont pas le droit de sortir de ce cadre, mais il leur est bien plus aisé de faire leurs preuves au sein de leur famille.
À la suite de la montée en puissance de la bourgeoisie au XIXe siècle, les livres de cuisine ont eux aussi connu des transformations. La cuisine bourgeoise est devenue un style de cuisine à part entière. La formation scolaire obligatoire et la baisse des prix pratiqués par les imprimeurs permettent à cette littérature de toucher un public plus large. À la même époque, la famille bourgeoise prend forme. La ménagère tient une place centrale dans le foyer et utilise les livres de cuisine comme moyens d'instruction. Alors qu'ils étaient auparavant plutôt destinés aux cuisinières professionnelles, ils permettent désormais d'apprendre les bases de la cuisine et de la gestion domestique et s'adressent également aux débutantes. Dans ce contexte, le Praktisches Kochbuch devient un cadeau de mariage très apprécié.
De son vivant, Henriette Davidis est déjà considérée comme une autorité en matière de gestion du foyer. Dans les années 1860 et 1870, son expertise, ses « recommandations de produits » dirait-on aujourd'hui, sont particulièrement appréciées car elles permettent de promouvoir de produits novateurs. Henriette Davidis donne son avis sur des appareils et des produits, le gélifiant agar-agar ou l'extrait de viande Liebig par exemple, puis les fabricants l'impriment sur les emballages des produits à côté de leur propre photographie. Dans ses livres également, elle mentionne sans cesse des marques, des produits et des fabricants précis. Il est malheureusement impossible de savoir si ces conseils et commentaires élogieux faisaient l'objet d'une rétribution de la part des entreprises citées.
Pour le 25e anniversaire de la publication du Praktisches Kochbuch, des « félicitations pleines d'intelligence et d'humour, de beaux cadeaux, des vins de qualité et des fleurs » sont adressés à l'auteure. À cette période, elle passe chaque jour plusieurs heures à répondre aux questions de ses lecteurs.
Tous ses livres ont été plusieurs fois modifiés, enrichis, souvent republiés et même partiellement traduits. Praktisches Kochbuch et Die Hausfrau ont été spécialement remaniés pour les Allemands vivant aux États-Unis, puis publiés en allemand à partir de 1879 à Milwaukee, mais avec les unités américaines et des ingrédients en partie adaptés à cette culture. Puppenköchin Anna et Die Hausfrau ont été publiés en néerlandais à Amsterdam.

## Livres

### La cuisine pratique

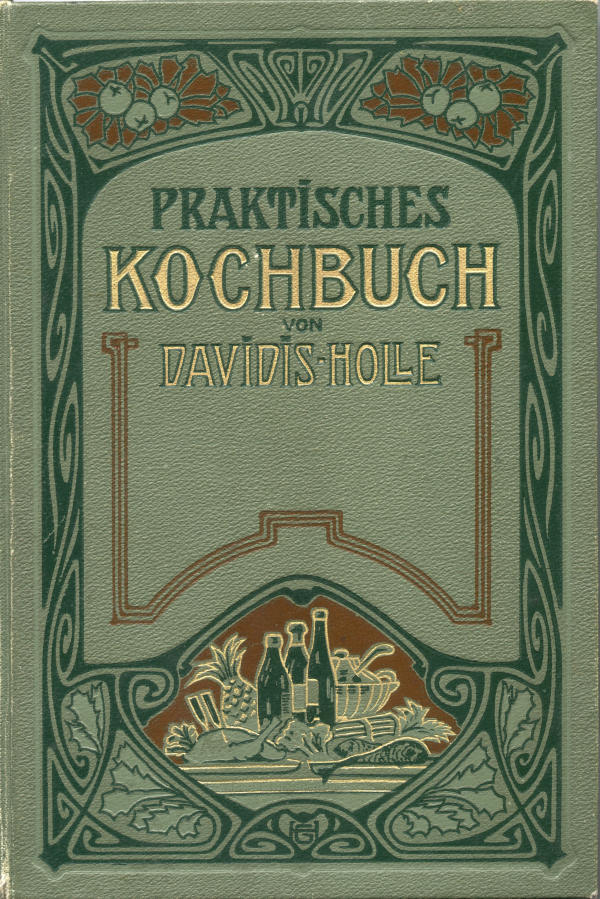
Davidis-Holle : Praktisches Kochbuch, 41e édition, 1904

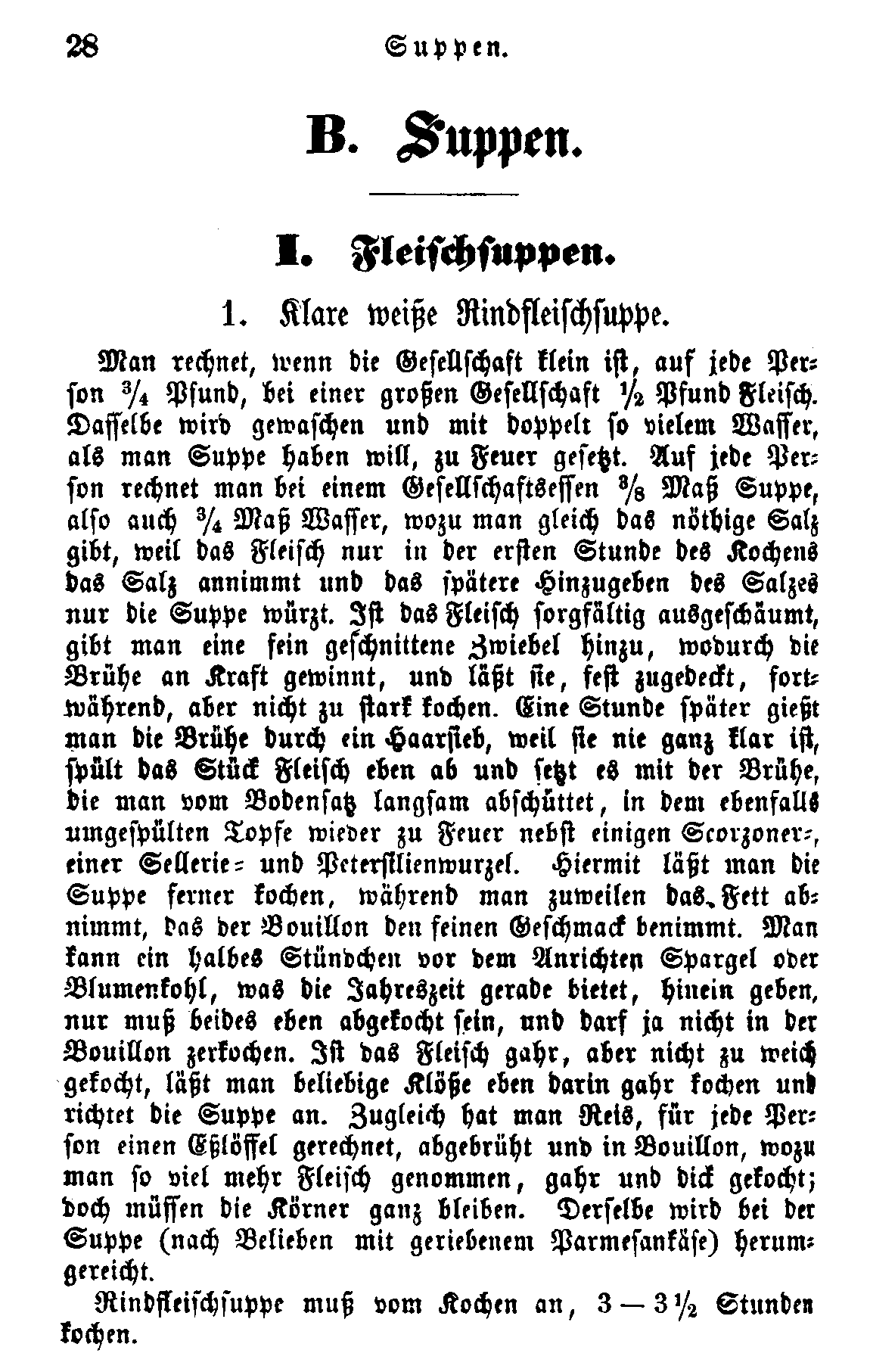
Praktisches Kochbuch, 4e édition. 1849, p. 28

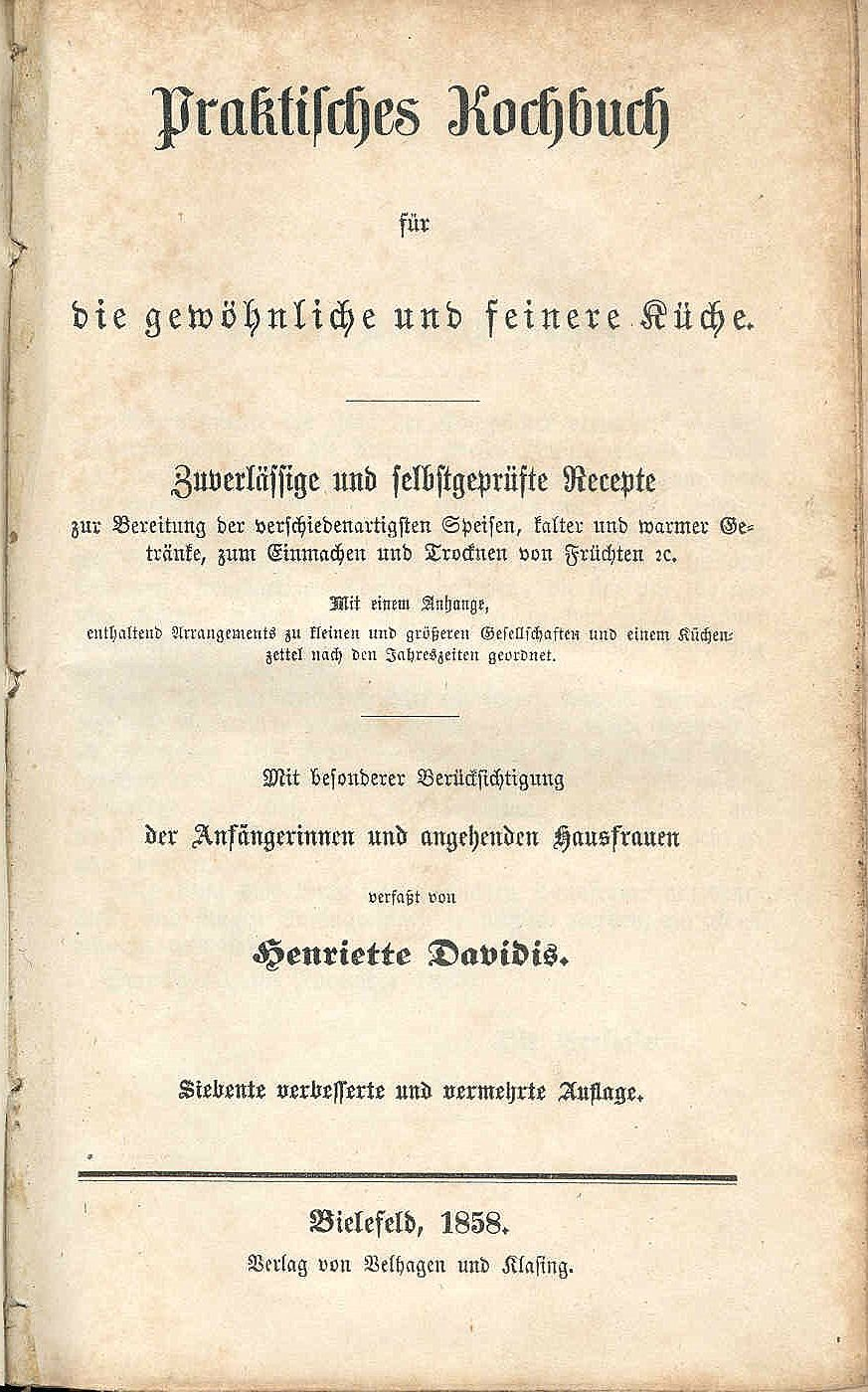
Titelblatt 7e édition, 1858

L'ouvrage majeur de la carrière d'Henriette Davidis est publié en 1845 en 1000 exemplaires. Il s'intitule Praktisches Kochbuch. Zuverlässige und selbstgeprüfte Recepte der gewöhnlichen und feineren Küche. Practische Anweisung zur Bereitung von verschiedenartigen Speisen, kalten und warmen Getränken, Gelees, Gefrornem, Backwerken, sowie zum Einmachen und Trocknen von Früchten, mit besonderer Berücksichtigung der Anfängerinnen und angehenden Hausfrauen (Cuisine pratique. Recettes testées et approuvées pour la cuisine ordinaire et gastronomique. Recommandations pratiques pour la préparation de divers plats, de boissons chaudes et froides, de gelées, de plats glacés et de pâtisseries ainsi que pour la mise en bocaux et le séchage des fruits, adapté aux débutantes et futures ménagères). Dès la sixième édition, 10 000 exemplaires sont imprimés et les éditions ultérieures atteignent les 40 000 exemplaires.
À la demande de ses éditeurs, Henriette Davidis a elle-même écrit en 1856 un texte sur cet ouvrage afin d'en faire la promotion :

« Tout d'abord, ce livre ne contient que des recommandations fiables, que j'ai pour la plupart moi-même testées. On y trouve de bonnes recettes (...), mais également la clarté et le soin nécessaires à l'instruction des novices afin que le présent ouvrage puisse également servir de guide. Ce but a été atteint. Comme je l'entends souvent, les enfants peuvent y avoir recours, ou plutôt les jeunes demoiselles sans la moindre expérience. Les conseils avisés favorisent l'enthousiasme et permettent de devenir rapidement une bonne cuisinière. »

Le livre propose un large éventail de recettes qu'Henriette Davidis a non seulement élaborées, mais également testées et modifiées elle-même, comme l'auteure le souligne dans l'introduction :

« En voyant ce livre, beaucoup se demanderont « encore un livre de cuisine ? ». Cette lassitude est légitime et je connais plusieurs ouvrages qui ne manquent en rien de diversité. Néanmoins, de nombreuses ménagères et cuisinières à l'esprit pratique trouvent que beaucoup ne sont que théoriques et que les recettes conseillées ne sont pas toujours sans risques. En effet, elles manquent de précisions, elles sont rassemblées en toute bonne foi et nécessitent souvent des ingrédients coûteux et exotiques, qui ne conviennent pas à toutes les cuisines. Elles ne peuvent être réussies que par des cuisinières expérimentées et ne servent pas à guider les débutantes dans la préparation des plats. Loin de moi l'idée de placer cet ouvrage sur un piédestal ; je ne peux qu'affirmer qu'à l'exception de quelques-unes, j'ai moi-même testé, amélioré, rassemblé ces recettes petit à petit et je n'ai retenu que celles que je sais réussies (...). »

Cet avant-propos est suivi d'une courte introduction dans laquelle Henriette Davidis formule quatre préceptes fondamentaux que les ménagères doivent respecter : être propre, économe, soigneuse et savoir réfléchir. Le sommaire inclut les parties A à V : Règles générales de préparation ; soupes ; poissons ; légumes ; puddings ; gratins ; pâtisseries aux œufs, au lait et à la farine ; pâtés ; plats de viande de toutes sortes ; gelées et plats glacés ; knödel ; crèmes ; compotes ; salades ; sauces ; pâtisseries ; mettre en conserve et faire sécher certains fruits et plantes ; mettre en conserve et faire sécher certains légumes ; boissons et liqueurs ; fabrication de saucisses ; conserver et fumer la viande ; vinaigre.
Les remarques générales sur la cuisine, les plats ou certains aliments sont très concises et se limitent à l'essentiel. Les différents chapitres sont en partie divisés en sous-chapitres, sur les différentes sortes de viande par exemple. Chaque chapitre commence par les règles de préparation de base de l'aliment concerné. Dans le chapitre, les recettes sont numérotées mais elles ne semblent pas suivre un ordre précis. Comme c'est souvent le cas dans les livres de cuisine allemands jusqu'à la fin du XIXe siècle, il manque des indications de quantité, de temps de cuisson ou de température. Cependant, il est indiqué à la fin de chaque recette dans quel plat la préparation doit être servie, ce qui permet d'évaluer à peu près les quantités.
| Un exemple tiré du chapitre D. Légumes : « 1. Règles de préparation des légumes Tous les légumes doivent être bien nettoyés, lavés, découpés et cuits, mais ils ne doivent pas être laissés trop longtemps dans l'eau. Les pommes de terre sont une exception. Les légumes préalablement beurrés ont tendance à se gâter, comme ceux qu'on a fait bouillir dans l'eau. » « 41. Concombres farcis Choisissez de gros concombres, épluchez-les et coupez-les jusqu'au milieu dans le sens de la longueur. Enlevez les graines à l'aide d'une cuillère, faites-les bouillir plusieurs fois dans de l'eau salée vinaigrée, passez-les sous l'eau froide. Laissez-les sécher et farcissez-les avec de la farce de veau. Refermez alors les concombres et maintenez-les ainsi à l'aide d'une ficelle. Assaisonnez avec du bouillon de viande, du beurre, de la noix de muscade, faites-les cuire et saupoudrez de quelques miettes de biscotte avant de servir. Il s'agit d'un plat principal. » |

Une annexe détaillée regroupant des suggestions sur la manière de servir les invités et des propositions de menus en fonction des saisons est ajoutée aux éditions ultérieures. Ces recommandations avaient d'abord été publiées séparément sous le titre Arrangements zu kleinen und größeren Gesellschaften, zu Frühstücks-, Mittags- und Abendessen, Kaffee’s und Thee’s und einem Küchenzettel nach den Jahreszeiten geordnet (Dispositions à prendre lors des petites et grandes réceptions, pour le petit déjeuner, le déjeuner et le dîner, café et thé, liste de gâteaux classés en fonction des saisons), puis intégrées au Praktisches Kochbuch. 
Ce livre est devenu une référence dans son domaine et sa renommée dépasse les frontières allemandes, comme le prouve la publication à Milwaukee, aux États-Unis, en 1879, d'une version spécialement conçue pour les Allemands expatriés. En avant-propos, les éditeurs soulignent qu'elle « est tirée du livre de cuisine d'Henriette Davidis, généralement reconnu comme le meilleur. »
Après la mort d'Henriette Davidis, Luise Rosendorf (1821-1890), puis Luise Holle à partir de la 32e édition de 1892, ont travaillé à leur tour sur le Praktisches Kochbuch. Luise Holle remanie le livre dans son ensemble. Outre les innovations techniques, elle ajoute surtout des plats de la « cuisine gastronomique » et « convenant aux malades », ainsi qu'un chapitre intitulé « Utiliser les restes ». Les indications sur le service des plats, les propositions de menus et un chapitre sur « l'art de l'économie » ont transformé le livre de cuisine original en un ouvrage expliquant comment tenir une maison. En complément, un index alphabétique figure à présent au début du livre. Le Praktisches Kochbuch est encore publié sous sa forme modifiée dans les années 1990. Avant l'expiration des droits d'auteur en 1906, il y a eu également de nombreux pastiches de l'ouvrage, voire des plagiats purs et simples (dès les années 1880, on trouve par exemple le Neue und bewährte Illustrierte Kochbuch für alle Stände (Nouveau livre de cuisine illustré pour tous), d'une certaine H. Davithis).

### Le potager
Der Gemüsegarten (Le potager), publié en 1850, devait constituer le premier tome d'un ouvrage complet sur la tenue d'une maison. Le sous-titre du livre en détaille déjà le contenu : Praktische Anweisung einen Gemüse-Garten mit Berücksichtigung der Schönheit und des reichlichsten Ertrages zu besorgen; sowie das Nöthige über Lage, Boden, Umzäunnung, Einrichtung, Dünger, Garten-Geräthschaften, Kultur der Pflanzen und fruchtbringenden Sträucher, Samenziehung, Dauer der Keimkraft, die erforderliche Quantität der Sämereien und wie mit den Gemüsen am Zweckmäßigsten abzuwechseln ist (Recommandations pratiques sur le potager, pour favoriser sa beauté et sa productivité, conseils fondamentaux sur l'emplacement, le sol, la clôture, l'aménagement, les engrais, les outils de jardinage, la culture des plantes et des arbustes fruitiers, le choix des semences, leur durée de vie, leur quantité et méthode pour alterner la culture de légumes le plus efficacement possible). En outre, une annexe traite de l'extermination des nuisibles et de la conservation des légumes. À partir de la cinquième édition, en 1863, le livre paraît sous un nouveau titre : Der Küchen- und Blumengarten für Hausfrauen (Le jardin potager et d'agrément pour les ménagères). À cette date, Die Jungfrau (La jeune demoiselle), Die Hausfrau (La femme au foyer) et les deux ouvrages Puppenköchin ont déjà été publiés et il semble qu'Henriette Davidis ait finalement renoncé à ses projets concernant un ouvrage en plusieurs volumes sur la tenue de la maison.

### Anna, la poupée cuisinière

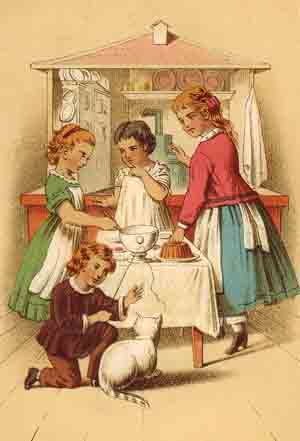
Illustration de Puppenköchin Anna

Puppenköchin Anna: Ein praktisches Kochbuch für kleine liebe Mädchen (Anna, la poupée cuisinière : un livre de recettes pratique pour les gentilles petites filles) s'inscrit en quelque sorte dans la lignée du Praktisches Kochbuch, qui a rencontré un grand succès. Ce livre de recettes est directement destiné aux filles. La mère des poupées, Anna, image idéale de l'enfant obéissante et sage, et sa mère, enseignent aux lectrices à préparer de petits plats (des « plats de poupée ») à base d'herbes et de fleurs à l'aide de la cuisinière des poupées. Le livre est un succès commercial et neuf éditions sont publiées jusqu'à 1898. La forme du livre de recettes des poupées s'inspire clairement du Praktisches Kochbuch. L'exemple irréprochable d'Anna en dit long sur le comportement attendu des petites filles à l'époque, mais également sur la manière dont elles importunaient apparemment leurs mères.
Une introduction relativement longue précède la section des recettes :
Le livret en format in-octavo se divise en deux parties. La première comprend des « Plats à préparer sur la cuisinière des poupées » ainsi que des « Mets à préparer sans cuisinière ». La deuxième partie est consacrée à la « cuisine à base de fleurs ou les plats pour poupées ». On y trouve des chapitres sur les soupes, les légumes et les pommes de terre, des plats à base de riz, etc., comme dans le Praktisches Kochbuch. Encore à l'image de ce dernier, chaque recette est simplement numérotée au sein des chapitres. La plupart des recettes servent à réaliser des douceurs composées d'un choix d'ingrédients restreint : principalement du lait, de la semoule, du riz, des œufs et des pommes. La plupart des recettes sont également très simples à réaliser et ne nécessitent aucune opération compliquée. Les recettes à base de légumes contiennent aussi des instructions détaillées pour les laver et les préparer. Contrairement au Praktisches Kochbuch, une liste d'ingrédients figure au début de chaque recette. La partie « Cuisine de fleurs » utilise surtout sur des herbes et plantes de jardin qu'un enfant pouvait facilement se procurer à l'époque. Il s'agit ici d'un jeu créatif et sans grande utilité pratique qui contraste avec les motivations pédagogiques qui sous-tendent le reste du livre. Une approche rare et véritablement novatrice dans ce type d'ouvrage. 
| Exemple tiré de la Première partie : I. Plats à préparer sur la cuisinière des poupées, Chapitre « Soupes » : « 10. Soupe à la bière Deux tasses de bière, un œuf, des biscuits et autant de sucre que met maman pour la soupe. Faire chauffer la bière avec une tasse d'eau et le sucre. Pendant ce temps, mélanger le jaune d'œuf avec une cuillère à soupe d'eau dans un petit récipient, ajouter peu à peu la bière tout en remuant et des morceaux de biscuit. On obtient ainsi une bonne soupe de bière aux croûtons. » Exemple tiré de la Deuxième partie : La cuisine de fleurs ou les plats de poupée « 12. Porridge de riz Les pâquerettes conviennent pour cette recette. Enlever les pétales et les mettre dans un petit récipient ou sur une feuille. Saupoudrer de poudre de brique, ainsi les poupées ont aussi de la cannelle sur leur porridge de riz. » |

D'autres livres de recettes de poupées ont été publiés au XIXe siècle, notamment ceux de Christine Charlotte Riedl (Die kleine Köchin ou « La petite cuisinière », publié en 1854) et de Julie Bimbach (Kochbüchlein für die Puppenküche oder erste Anweisung zum Kochen für Mädchen von acht bis vierzehn Jahren ou « Livret de recettes pour la cuisine des poupées, une première instruction à la cuisine pour les filles entre huit et quatorze ans », publié en 1854). Le livre de Julie Bimbach connaît un franc succès et quatre éditions sont imprimées l'année de sa parution. Henriette Davidis fait donc pression sur son éditeur en automne 1855 afin qu'un livre de recettes de poupée prévu depuis longtemps soit enfin publié. Puisque l'éditeur du Praktisches Kochbuch, Velhagen & Klasing de Bielefeld, hésitait et refusait de surcroît d'accepter les honoraires qu'elle demandait, Henriette Davidis change purement et simplement d'éditeur. Ainsi, Puppenköchin Anna est publié par Grote, à Dortmund. Plus tard, le livre de recettes de poupées est complété par Puppenmutter Anna (Anna, la mère des poupées), un livre de récits destiné à éveiller chez les petites filles le sens de la « vie de famille et la gestion ménagère ». Il traite des questions relatives à la gestion économique du ménage. Si ces œuvres semblent aujourd'hui moralisatrices, conservatrices et dogmatiques, elles représentent alors une contribution novatrice et vraiment singulière à l'éducation ludique des filles pour l'époque et selon le point de vue de l'auteure.

### Le métier de la demoiselle
Die Jungfrau. Worte des Rats zur Vorbereitung für ihren Beruf  (La jeune demoiselle. Conseils pour la préparer à son métier) a été publié en 1857. Le titre est modifié à la deuxième édition et devient Der Beruf der Jungfrau. Eine Mitgabe für Töchter gebildeter Stände (Le métier de la demoiselle. Une guide pour les demoiselles éduquées). Le titre, qui s'adresse aux demoiselles (les jeunes femmes célibataires) montre clairement qu'Henriette Davidis envisage la notion de femme au foyer comme un métier requérant à la fois préparation et formation. Comme elle l'écrit dans la préface, l'auteure veut avec ce livre « présenter aux demoiselles les moyens de se préparer par la pratique à leur futur métier ». Cependant « les devoirs suprêmes, les aspects moraux et religieux de leur activité ne sont pas oubliés. » Comme la littérature d'édification religieuse, le livre doit non seulement éduquer, mais également servir de compagnon réconfortant et d'ouvrage de référence.
Une lettre d'Henriette Davidis à son éditeur prouve qu'il ne s'agit pas uniquement de sujets pratiques : «… je vous transmets par la présente lettre le manuscrit de Die Jungfrau. Inclure le livre sur l'économie du ménage dans ce petit ouvrage, selon votre suggestion, ne serait pas possible de cette manière. C'est non seulement mon avis personnel, mais de nombreuses femmes perspicaces s'accordent à dire que le livre sur l'économie du ménage doit se tenir uniquement à cette matière dans la plus large mesure possible. »
Ce livre et d'autres du même genre montrent bien combien les jeunes femmes ont dû être isolées, impuissantes et débordées, en particulier au début de leur mariage. En raison de la stricte division des responsabilités au sein d'un couple marié, les jeunes maris ne sont probablement pas d'une grande aide en matière de gestion du ménage. Mais ce genre littéraire fournit de nombreux conseils afin de compenser un manque de réussite du mari par l'économie et par la créativité dans la gestion du ménage. Satisfaire son mari et être conforme aux attentes sociales constituent la récompense de la femme au foyer. Ainsi, Henriette Davidis constate aussi qu'« il est accordé à peu de gens, et encore moins aux femmes, de vivre leur vie selon leurs choix et leurs envies personnelles et de poursuivre des intérêts spirituels supérieurs. Précisément, le métier féminin [...] occupe le plus souvent tellement l'esprit et les mains, qu'il ne reste que très peu de temps libre pour sortir de la sphère professionnelle. » Compte tenu de ses propres expériences professionnelles, lors desquelles elle cherche de toute évidence à conjuguer ses devoirs et ses propres envies, on peut supposer qu'Henriette Davidis sait très bien de quoi elle parle.

### La femme au foyer
Le livre sur l'économie du ménage, que mentionne Henriette Davidis dès la livraison du manuscrit de Der Beruf der Jungfrau, a été auto-édité en 1861 en partenariat avec son ami éditeur Artur Seemann sous le titre Die Hausfrau. Praktische Anleitung zur selbständigen und sparsamen Führung des Haushalts, eine Mitgabe für junge Frauen zur Förderung des häuslichen Wohlstandes und Familienglücks (La femme au foyer. Principes pratiques pour la gestion indépendante et économique du ménage, un compagnon pour les jeunes femmes visant à la prospérité du ménage et au bonheur familial). Il s'agit d'un guide complet sur la gestion du ménage qui complète le programme de formation de la femme au foyer. Du point de vue actuel, il donne un aperçu extraordinaire de la culture sociale et de l'habitat de la bourgeoisie du XIXe siècle. Henriette Davidis décrit par exemple de manière précise comment équiper un ménage, mais elle explique également à quoi sert un objet donné et le but à atteindre en l'utilisant. Outre les questions d'aménagement et les tâches ménagères, l'auteure aborde la relation entre la ménagère et les domestiques. Elle estime qu'en sa qualité d'employeur, la ménagère se doit de les loger et de les nourrir convenablement. Cependant, la majeure partie de l'ouvrage est consacrée aux instructions de préparation des aliments. 
Après la mort d'Henriette Davidis, ses nièces, Theodore Trainer et Emma Heine, continuent d'écrire le livre. Dès 1882, elles en publient une version abrégée sous le titre Kleines Kochbuch für den bürgerlichen und ländlichen Haushalt (Petit livre de recettes pour les ménages bourgeois et ruraux). Cette version a été éditée six fois.

### Éditions
Toutes les références bibliographiques citées sont tirées de l'ouvrage Henriette Davidis. Biographie, Bibliographie, Briefe (Henriette Davidis. Biographie, Bibliographie, Lettres) de E. Methler et W. Methler, p. 23 à 91.

#### Éditions originales
- Zuverlässige und selbstgeprüfte Recepte der gewöhnlichen und feineren Küche. (…). Velhagen & Klasing, Bielefeld, 1845. (Plus connu sous le titre de Praktisches Kochbuch für die gewöhnliche und feinere Küche. (…) à partir de la troisième édition), Quatrième édition (1849) (sous forme numérique en version intégrale dans la Deutsche Textarchiv) ; 62 éditions de la maison d'édition originale jusqu'en 1942, dont des éditions sous forme de coffrets somptueusement décorés. Paru dans de nombreuses adaptations et rééditions après l'expiration des droits d'auteur.)
- Arrangements zu kleinen und größeren Gesellschaften, zu Frühstücks-, Mittags- und Abendessen, Kaffee's und Thee's und einem Küchenzettel nach den Jahreszeiten geordnet. Velhagen & Klasing, Bielefeld, 1847. (Intégré au Praktisches Kochbuch dès la troisième édition)
- Praktische Anweisung zur Bereitung des Roßfleisches. Julius Bädeker, Iserlohn, 1848.
- Gedichte. Julius Bädeker, Iserlohn, 1848. (deuxième édition, 1848.)
- Vollständiges Haushaltungsbuch. Der Gemüsegarten (…). Julius Bädeker, Elberfeld, 1850. (de la cinquième édition (1863) sous le titre Der Küchen-Garten für Hausfrauen. Praktische Anleitung zur möglichst vorteilhaften Kultur der bekannten Gewächse für Küche und Keller nach den Monaten geordnet. Verbunden mit einer Anleitung zur Kultur des Blumen-Gartens. Auf eigene und langjährige Erfahrungen praktischer Gartenfreunde gegründet., à la 23e de 1919.) Numérisation par l‘ULB Münster
- Puppenköchin Anna. Grote, Dortmund, 1856. (neuvième édition jusqu‘en 1898.)
- Die Jungfrau. Worte des Rats zur Vorbereitung für ihren Beruf. Eine Mitgabe für Töchter bei ihrem Eintritt in's Leben. 1857. (À partir de la deuxième édition Der Beruf der Jungfrau. Eine Mitgabe für Töchter gebildeter Stände. 17 éditions jusqu'en 1922.)
- Puppenmutter Anna oder wie Anna sich beschäftigt und ihren Puppenhaushalt führt. Nebst Geschichten für kleine Knaben und Mädchen. Joedicke, Dortmund, 1858. (quatre éditions jusqu'en 1890.)
- Natur- und Lebensbilder. Kleine Beiträge zur weiblichen Gemüthsbildung. A. Bagel, Wesel, 1860.
- Die Hausfrau. Praktische Anleitung zur selbständigen und sparsamen Führung des Haushalts. (…). Seemann/Davidis, Essen/Dortmund, 1861. (18 éditions jusqu'en 1907.) Cinquième édition, 1870
- Kraftküche von Liebig's Fleischextract für höhere und unbemittelte Verhältnisse erprobt und verfaßt von Henriette Davidis. Friedrich Vieweg, Braunschweig, 1870. (six éditions jusqu'en 1880)
- Publicité – Livre de recette de la Liebig-Werke : Liebig Company's Fleisch-Extract in der bürgerlichen Küche. Eine Sammlung erprobter einfacher Recepte von der Herausgeberin des Kochbuches von Henriette Davidis mit einem Anhang von Recepten für Krankenkost unter Verwendung des Fleisch-Peptons der Compagnie Liebig. Ihrer Kundschaft gewidmet von der Liebig's Fleisch-Extract-Compagnie O. O., Selbstverlag, o. J.

#### Rééditions
Les éditions Velhagen und Klasing ont régulièrement actualisé et révisé le Praktisches Kochbuch après la mort d'Henriette Davidis. Luise Rosendorf, qui avait elle-même publié un livre de cuisine sous le nom d'Henriette Sander en 1874, a réalisé les éditions 25 à 31 (1882-1891). Elle est la plus connue des adaptatrices suivantes et, à partir de la 38e édition, elle est indiquée comme co-auteur du livre. Elle a considérablement complété et actualisé le livre, puis a plus tard publié ses propres livres de cuisine et de tenue de la maison. De 1933 à 1951 paraît, toujours chez Velhagen und Klasing, un petit livre de cuisine intitulé Das neue Kochbuch für die deutsche Küche (Le nouveau livre de recettes de cuisine allemande), écrit par Ida Schulze (1878-1970), qui s'est inspirée du Praktisches Kochbuch. Ce « petit » livre de cuisine est également un succès, parallèlement à la version de Luise Holle.
Après l'expiration en 1906 des droits d'auteur de l'œuvre originale, de nombreux extraits, réimpressions, révisions et nouvelles versions sont également parus dans d'autres éditions. Parmi les plus connus se trouvent ceux d'Erna Horn, Elsa Bier, Gertrude Wiemann et Rudolf Zäch. De même, Puppenköchin Anna et Der Gemüsegarten paraissent régulièrement dans de nouvelles versions au cours du XXe siècle. En outre, des versions anglaise, danoise et néerlandaise ont été publiées. La version publiée pour les Allemands des États-Unis est spécialement adaptée avec les unités de mesure et les normes américaines.

#### Fac-similés et rééditions des éditions originales
- Praktisches Kochbuch für die gewöhnliche und feinere Küche Réimpression de l'édition originale : Walter Methler (éd.) : Publication du musée Henriette Davidis. Wetter (Ruhr), 1994,  (ISBN 3-9810130-8-5).
- Puppenköchin Anna. Ein praktisches Kochbuch für kleine liebe Mädchen. Deuxième édition augmentée. W. Joedicke, Dortmund, 1858. Réimpression Eckehard Methler (éd.), Ev. Kirchengemeinde Volmarstein-Oberwengern : Wetter (Ruhr), 1999, (Publication du musée Henriette Davidis ; 7).

## Réception
Depuis sa parution jusqu'en 1921, le Praktisches Kochbuch a été régulièrement révisé et actualisé. À partir des années 1960 s'est produit un retour à l'original, même si les éditions qui paraissent désormais sont remaniées pour la cuisine moderne (par exemple les versions d'Erna Horn ou Roland Gööck), tout en se fondant expressément sur l'édition originale. Ces versions ont également été rééditées et retravaillées dans les années 1990. En 1977 paraît la première réédition inchangée d'une ancienne version remaniée par Luise Holle en 1898, et en 1994 une autre réimpression sans modification de la version de 1845. Dans les années 1990 paraissent les premières versions évoquant la personne d'Henriette Davidis et son rôle ; la plupart font partie d'une série publiée par le musée Henriette Davidis de Wengern. Celui-ci a également publié en 2002 une réédition de Puppenköchin Anna et une adaptation moderne pour les adolescents du livre de recettes pour poupées. En 2002 paraît aux États-Unis une réédition de l'édition américaine de 1904 du Praktisches Kochbuch. Si on prend en compte le nombre d'exemplaires du Praktisches Kochbuch vendus en 160 ans, Henriette Davidis ne retient cependant encore guère l'attention dans l'étude de la culture populaire et les biographies de femmes du XIXe siècle.
Les lieux de mémoire à Wengern et dans les environs, tels que le musée Henriette Davidis, ont pour objectif d'ancrer le souvenir d'Henriette Davidis au moins dans la mémoire des habitants de sa région d'origine. En 2006, le musée a publié une série de traductions (en anglais, norvégien, polonais et serbo-croate) du livre de cuisine pour enfant Puppenköchin Anna.